# National Football League 2007
La stagione NFL 2007 fu la 88ª stagione sportiva della National Football League, la massima lega professionistica statunitense di football americano. La finale del campionato, il Super Bowl XLII, si disputò il 3 febbraio 2008 nello stadio della Università di Phoenix a Glendale, in Arizona, tra i New England Patriots e i New York Giants e vide prevalere questi ultimi per 17 a 14. I Patriots furono la prima squadra a terminare la stagione regolare a 16 partite (dal 1978) senza sconfitte. La stagione iniziò il 7 settembre 2007 e si concluse il 10 febbraio 2008 con il Pro Bowl 2008 di Honolulu.

## Modifiche alle regole
Diverse regole vennero modificate o aggiunte durante la riunione annuale dei proprietari delle squadre tenutasi a Phoenix, in Arizona durante la settimana del 25 marzo 2007:
- Il sistema di instant replay, usato dalla stagione 1999, venne reso uno strumento ufficiale permanente di arbitraggio[1]. In precedenza il suo uso era rinnovato su base biennale.
- Il sistema venne inoltre adeguato alla tecnologia HDTV. Comunque i sistemi del Texas Stadium, del RCA Dome e del Giant Stadium vennero esentati dall'adozione di tale tecnologia dato che avrebbero dovuto essere sostituiti negli anni successivi[2].
- I giocatori che, dopo la fine di un'azione, scagliano la palla per terra in una zona del campo che non sia l'end zone subiranno una penalità di 5 iarde[3].
- I passaggi in avanti involontariamente toccati da un offensive lineman prima di un ricevitore eleggibile, non sono più penalizzati. Restano penalizzati i tocchi volontari[3].
- Le penalità di violenza sul passaggio (in inglese: Roughing-the-passer) non viene più comminata ad un difensore che semplicemente stenda le braccia e spinga a terra il quarterback avversario[3].
- Per assegnare un touchdown è sufficiente che la palla tocchi il piloncino che segna l'angolo della end zone o che attraversi il piano immaginario sopra di esso[4].
- Un passaggio è completato quando il ricevitore ha il pieno controllo della palla e tocca con entrambi i piedi all'interno del campo di gioco[5].
- I giocatori che prendono parte ad azioni con la mentiera del casco slacciata sono soggetti a multe da parte della lega, anche se non sono soggetti a penalità di gioco da parte degli arbitri[5].

## Stagione regolare
La stagione regolare iniziò il 6 settembre e terminò il 30 dicembre 2007, si svolse in 17 giornate durante le quali ogni squadra disputò 16 partite secondo le regole del calendario della NFL.
Gli accoppiamenti Intraconference e Interconference tra Division furono i seguenti
| Intraconference                                                                                                 | Interconference                                                                                                 |
| --- | --- |
| - AFC East contro AFC North - AFC West contro AFC South - NFC East contro NFC North - NFC West contro NFC South | - AFC East contro NFC East - AFC North contro NFC West - AFC South contro NFC South - AFC West contro NFC North |

### Risultati della stagione regolare
- V = Vittorie, S = Sconfitte, P = Pareggi, PCT = Percentuale di vittorie, PF = Punti Fatti, PS = Punti Subiti
- La qualificazione ai play-off è indicata in verde (tra parentesi il seed)

| AFC East                 |    |    |   |      |     |     |
| Squadra                  | V  | S  | P | PCT  | PF  | PS  |
| (1) New England Patriots | 16 | 0  | 0 | 1000 | 589 | 274 |
| Buffalo Bills            | 7  | 9  | 0 | 438  | 252 | 354 |
| New York Jets            | 4  | 12 | 0 | 250  | 268 | 355 |
| Miami Dolphins           | 1  | 15 | 0 | 63   | 267 | 437 |

| NFC East                |    |   |   |     |     |     |
| Squadra                 | V  | S | P | PCT | PF  | PS  |
| (1) Dallas Cowboys      | 13 | 3 | 0 | 813 | 455 | 325 |
| (5) New York Giants     | 10 | 6 | 0 | 625 | 373 | 351 |
| (6) Washington Redskins | 9  | 7 | 0 | 563 | 334 | 310 |
| Philadelphia Eagles     | 8  | 8 | 0 | 500 | 336 | 300 |

| AFC North               |    |    |   |     |     |     |
| Squadra                 | V  | S  | P | PCT | PF  | PS  |
| (4) Pittsburgh Steelers | 10 | 6  | 0 | 625 | 393 | 269 |
| Cleveland Browns        | 10 | 6  | 0 | 625 | 402 | 382 |
| Cincinnati Bengals      | 7  | 9  | 0 | 438 | 380 | 385 |
| Baltimore Ravens        | 5  | 11 | 0 | 313 | 275 | 384 |

| NFC North             |    |   |   |     |     |     |
| Squadra               | V  | S | P | PCT | PF  | PS  |
| (2) Green Bay Packers | 13 | 3 | 0 | 813 | 435 | 291 |
| Minnesota Vikings     | 8  | 8 | 0 | 500 | 365 | 311 |
| Detroit Lions         | 7  | 9 | 0 | 438 | 346 | 444 |
| Chicago Bears         | 7  | 9 | 0 | 438 | 334 | 348 |

| AFC South                |    |   |   |     |     |     |
| Squadra                  | V  | S | P | PCT | PF  | PS  |
| (2) Indianapolis Colts   | 13 | 3 | 0 | 813 | 450 | 262 |
| (5) Jacksonville Jaguars | 11 | 5 | 0 | 688 | 411 | 304 |
| (6) Tennessee Titans     | 10 | 6 | 0 | 625 | 301 | 297 |
| Houston Texans           | 8  | 8 | 0 | 500 | 379 | 384 |

| NFC South                |   |    |   |     |     |     |
| Squadra                  | V | S  | P | PCT | PF  | PS  |
| (4) Tampa Bay Buccaneers | 9 | 7  | 0 | 563 | 334 | 270 |
| Carolina Panthers        | 7 | 9  | 0 | 438 | 267 | 347 |
| New Orleans Saints       | 7 | 9  | 0 | 438 | 379 | 388 |
| Atlanta Falcons          | 4 | 12 | 0 | 250 | 259 | 414 |

| AFC West               |    |    |   |     |     |     |
| Squadra                | V  | S  | P | PCT | PF  | PS  |
| (3) San Diego Chargers | 11 | 5  | 0 | 688 | 412 | 284 |
| Denver Broncos         | 7  | 9  | 0 | 438 | 320 | 409 |
| Kansas City Chiefs     | 4  | 12 | 0 | 250 | 226 | 335 |
| Oakland Raiders        | 4  | 12 | 0 | 250 | 283 | 398 |

| NFC West             |    |    |   |     |     |     |
| Squadra              | V  | S  | P | PCT | PF  | PS  |
| (3) Seattle Seahawks | 10 | 6  | 0 | 625 | 393 | 291 |
| Arizona Cardinals    | 8  | 8  | 0 | 500 | 404 | 399 |
| San Francisco 49ers  | 5  | 11 | 0 | 313 | 219 | 364 |
| Saint Louis Rams     | 3  | 13 | 0 | 188 | 263 | 438 |

## Play-off
I play-off iniziarono con il Wild Card Weekend il 5 e 6 gennaio 2008. I Divisional Playoff si giocarono il 12 e 13 gennaio e i Conference Championship Game il 20 gennaio. Il Super Bowl XLII si giocò il 3 febbraio nello stadio della University of Phoenix a Glendale.

### Seeding
| Seed | American Football Conference              | National Football Conference               |
| ---- | ----------------------------------------- | ------------------------------------------ |
| 1    | New England Patriots (vincitori AFC East) | Dallas Cowboys (vincitori NFC East)        |
| 2    | Indianapolis Colts (vincitori AFC South)  | Green Bay Packers (vincitori NFC North)    |
| 3    | San Diego Chargers (vincitori AFC West)   | Seattle Seahawks (vincitori NFC West)      |
| 4    | Pittsburgh Steelers (vincitori AFC North) | Tampa Bay Buccaneers (vincitori NFC South) |
| 5    | Jacksonville Jaguars                      | New York Giants                            |
| 6    | Tennessee Titans                          | Washington Redskins                        |

### Incontri
| Wild Card Game | Wild Card Game                    | Wild Card Game                    | Wild Card Game                    |    |              | Divisional Play-off        | Divisional Play-off           | Divisional Play-off        |                                            |                                            | Conference Championship                    | Conference Championship | Conference Championship |  |  | Super Bowl XLII | Super Bowl XLII | Super Bowl XLII | Super Bowl XLII | Super Bowl XLII |
|                |                                   |                                   |                                   |    |              |                            |                               |                            |                                            |                                            |                                            |                         |                         |  |  |                 |                 |                 |                 |                 |
|                | 6 gennaio - Raymond James Stadium | 6 gennaio - Raymond James Stadium | 6 gennaio - Raymond James Stadium |    |              | 13 gennaio - Texas Stadium | 13 gennaio - Texas Stadium    | 13 gennaio - Texas Stadium |                                            |                                            |                                            |                         |                         |  |  |                 |                 |                 |                 |                 |
|                | 6 gennaio - Raymond James Stadium | 6 gennaio - Raymond James Stadium | 6 gennaio - Raymond James Stadium |    |              | 13 gennaio - Texas Stadium | 13 gennaio - Texas Stadium    | 13 gennaio - Texas Stadium |                                            |                                            |                                            |                         |                         |  |  |                 |                 |                 |                 |                 |
|                | 6 gennaio - Raymond James Stadium | 6 gennaio - Raymond James Stadium | 6 gennaio - Raymond James Stadium |    |              | 13 gennaio - Texas Stadium | 13 gennaio - Texas Stadium    | 13 gennaio - Texas Stadium |                                            |                                            |                                            |                         |                         |  |  |                 |                 |                 |                 |                 |
|                | 6 gennaio - Raymond James Stadium | 6 gennaio - Raymond James Stadium | 6 gennaio - Raymond James Stadium |    |              | 13 gennaio - Texas Stadium | 13 gennaio - Texas Stadium    | 13 gennaio - Texas Stadium |                                            |                                            |                                            |                         |                         |  |  |                 |                 |                 |                 |                 |
|                | 5                                 | N.Y. Giants                       | 24                                |    |              | 13 gennaio - Texas Stadium | 13 gennaio - Texas Stadium    | 13 gennaio - Texas Stadium |                                            |                                            |                                            |                         |                         |  |  |                 |                 |                 |                 |                 |
|                | 5                                 | N.Y. Giants                       | 24                                | 5  | N.Y. Giants  | 21                         |                               |                            |                                            |                                            |                                            |                         |                         |  |  |                 |                 |                 |                 |                 |
|                | 4                                 | Tampa Bay                         | 14                                | 5  | N.Y. Giants  | 21                         |                               |                            | 20 gennaio - Lambeau Field                 | 20 gennaio - Lambeau Field                 | 20 gennaio - Lambeau Field                 |                         |                         |  |  |                 |                 |                 |                 |                 |
|                | 4                                 | Tampa Bay                         | 14                                | 1  | Dallas       | 17                         |                               |                            | 20 gennaio - Lambeau Field                 | 20 gennaio - Lambeau Field                 | 20 gennaio - Lambeau Field                 |                         |                         |  |  |                 |                 |                 |                 |                 |
|                |                                   |                                   |                                   | 1  | Dallas       | 17                         |                               |                            | 20 gennaio - Lambeau Field                 | 20 gennaio - Lambeau Field                 | 20 gennaio - Lambeau Field                 |                         |                         |  |  |                 |                 |                 |                 |                 |
|                |                                   |                                   |                                   |    |              |                            |                               |                            | 20 gennaio - Lambeau Field                 | 20 gennaio - Lambeau Field                 | 20 gennaio - Lambeau Field                 |                         |                         |  |  |                 |                 |                 |                 |                 |
|                | 5 gennaio - Qwest Field           | 5 gennaio - Qwest Field           | 5 gennaio - Qwest Field           | 5  | N.Y. Giants  | 23                         |                               |                            |                                            |                                            |                                            |                         |                         |  |  |                 |                 |                 |                 |                 |
|                | 5 gennaio - Qwest Field           | 5 gennaio - Qwest Field           | 5 gennaio - Qwest Field           | 5  | N.Y. Giants  | 23                         | 12 gennaio - Lambeau Field    |                            |                                            |                                            |                                            |                         |                         |  |  |                 |                 |                 |                 |                 |
|                | 5 gennaio - Qwest Field           | 5 gennaio - Qwest Field           | 5 gennaio - Qwest Field           |    | 2            | Green Bay                  | 20                            |                            |                                            |                                            |                                            |                         |                         |  |  |                 |                 |                 |                 |                 |
|                | 5 gennaio - Qwest Field           | 5 gennaio - Qwest Field           | 5 gennaio - Qwest Field           |    | 2            | Green Bay                  | 20                            |                            |                                            |                                            |                                            |                         |                         |  |  |                 |                 |                 |                 |                 |
|                | 6                                 | Washington                        | 14                                |    |              |                            |                               |                            |                                            |                                            |                                            |                         |                         |  |  |                 |                 |                 |                 |                 |
|                | 6                                 | Washington                        | 14                                | 3  | Seattle      | 20                         |                               |                            |                                            |                                            |                                            |                         |                         |  |  |                 |                 |                 |                 |                 |
|                | 3                                 | Seattle                           | 35                                | 3  | Seattle      | 20                         |                               |                            | 3 febbraio - University of Phoenix Stadium | 3 febbraio - University of Phoenix Stadium | 3 febbraio - University of Phoenix Stadium |                         |                         |  |  |                 |                 |                 |                 |                 |
|                | 3                                 | Seattle                           | 35                                | 2  | Green Bay    | 42                         |                               |                            | 3 febbraio - University of Phoenix Stadium | 3 febbraio - University of Phoenix Stadium | 3 febbraio - University of Phoenix Stadium |                         |                         |  |  |                 |                 |                 |                 |                 |
|                |                                   |                                   |                                   | 2  | Green Bay    | 42                         |                               |                            |                                            | 3 febbraio - University of Phoenix Stadium | 3 febbraio - University of Phoenix Stadium |                         |                         |  |  |                 |                 |                 |                 |                 |
|                |                                   |                                   |                                   |    |              |                            |                               |                            |                                            | 3 febbraio - University of Phoenix Stadium | 3 febbraio - University of Phoenix Stadium |                         |                         |  |  |                 |                 |                 |                 |                 |
|                | 6 gennaio - Qualcomm Stadium      | 6 gennaio - Qualcomm Stadium      | 6 gennaio - Qualcomm Stadium      | N5 | N.Y Giants   | 17                         |                               |                            |                                            |                                            |                                            |                         |                         |  |  |                 |                 |                 |                 |                 |
|                | 6 gennaio - Qualcomm Stadium      | 6 gennaio - Qualcomm Stadium      | 6 gennaio - Qualcomm Stadium      | N5 | N.Y Giants   | 17                         | 13 gennaio - RCA Dome         |                            |                                            |                                            |                                            |                         |                         |  |  |                 |                 |                 |                 |                 |
|                | 6 gennaio - Qualcomm Stadium      | 6 gennaio - Qualcomm Stadium      | 6 gennaio - Qualcomm Stadium      |    | A1           | New England                | 14                            |                            |                                            |                                            |                                            |                         |                         |  |  |                 |                 |                 |                 |                 |
|                | 6 gennaio - Qualcomm Stadium      | 6 gennaio - Qualcomm Stadium      | 6 gennaio - Qualcomm Stadium      |    | A1           | New England                | 14                            |                            |                                            |                                            |                                            |                         |                         |  |  |                 |                 |                 |                 |                 |
|                | 6                                 | Tennessee                         | 6                                 |    |              |                            |                               |                            |                                            |                                            |                                            |                         |                         |  |  |                 |                 |                 |                 |                 |
|                | 6                                 | Tennessee                         | 6                                 | 3  | San Diego    | 28                         |                               |                            |                                            |                                            |                                            |                         |                         |  |  |                 |                 |                 |                 |                 |
|                | 3                                 | San Diego                         | 17                                | 3  | San Diego    | 28                         |                               |                            | 20 gennaio - Gillette Stadium              | 20 gennaio - Gillette Stadium              | 20 gennaio - Gillette Stadium              |                         |                         |  |  |                 |                 |                 |                 |                 |
|                | 3                                 | San Diego                         | 17                                | 2  | Indianapolis | 24                         |                               |                            | 20 gennaio - Gillette Stadium              | 20 gennaio - Gillette Stadium              | 20 gennaio - Gillette Stadium              |                         |                         |  |  |                 |                 |                 |                 |                 |
|                |                                   |                                   |                                   | 2  | Indianapolis | 24                         |                               |                            | 20 gennaio - Gillette Stadium              | 20 gennaio - Gillette Stadium              | 20 gennaio - Gillette Stadium              |                         |                         |  |  |                 |                 |                 |                 |                 |
|                |                                   |                                   |                                   |    |              |                            |                               |                            | 20 gennaio - Gillette Stadium              | 20 gennaio - Gillette Stadium              | 20 gennaio - Gillette Stadium              |                         |                         |  |  |                 |                 |                 |                 |                 |
|                | 5 gennaio - Heinz Field           | 5 gennaio - Heinz Field           | 5 gennaio - Heinz Field           | 3  | San Diego    | 12                         |                               |                            |                                            |                                            |                                            |                         |                         |  |  |                 |                 |                 |                 |                 |
|                | 5 gennaio - Heinz Field           | 5 gennaio - Heinz Field           | 5 gennaio - Heinz Field           | 3  | San Diego    | 12                         | 12 gennaio - Gillette Stadium |                            |                                            |                                            |                                            |                         |                         |  |  |                 |                 |                 |                 |                 |
|                | 5 gennaio - Heinz Field           | 5 gennaio - Heinz Field           | 5 gennaio - Heinz Field           |    | 1            | New England                | 21                            |                            |                                            |                                            |                                            |                         |                         |  |  |                 |                 |                 |                 |                 |
|                | 5 gennaio - Heinz Field           | 5 gennaio - Heinz Field           | 5 gennaio - Heinz Field           |    | 1            | New England                | 21                            |                            |                                            |                                            |                                            |                         |                         |  |  |                 |                 |                 |                 |                 |
|                | 5                                 | Jacksonville                      | 31                                |    |              |                            |                               |                            |                                            |                                            |                                            |                         |                         |  |  |                 |                 |                 |                 |                 |
|                | 5                                 | Jacksonville                      | 31                                | 5  | Jacksonville | 20                         |                               |                            |                                            |                                            |                                            |                         |                         |  |  |                 |                 |                 |                 |                 |
|                | 4                                 | Pittsburgh                        | 29                                | 5  | Jacksonville | 20                         |                               |                            |                                            |                                            |                                            |                         |                         |  |  |                 |                 |                 |                 |                 |
|                | 4                                 | Pittsburgh                        | 29                                | 1  | New England  | 31                         |                               |                            |                                            |                                            |                                            |                         |                         |  |  |                 |                 |                 |                 |                 |

### Vincitore
| Vincitori del Super Bowl XLII 150px New York Giants 7º titolo (3º Super Bowl) |

## Premi individuali
| MVP della NFL                 | Tom Brady, New England Patriots                  |
| Allenatore dell'anno          | Bill Belichick, New England Patriots             |
| Giocatore offensivo dell'anno | Tom Brady, New England Patriots                  |
| Difensore dell'anno           | Bob Sanders, Safety, Indianapolis Colts          |
| Rookie offensivo dell'anno    | Adrian Peterson, Running back, Minnesota Vikings |
| Rookie difensivo dell'anno    | Patrick Willis, Linebacker, San Francisco 49ers  |
| Comeback Player of the Year   | Greg Ellis, Dallas Cowboys                       |
| MVP del Super Bowl            | Eli Manning, New York Giants                     |